# Граф Мейо

Герб графів Мейо.

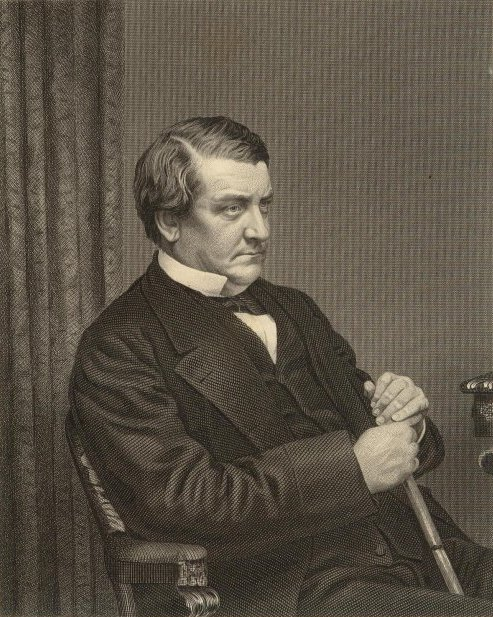
Річард Саутвелл Берк (1822 – 1872) – VI граф Мейо.

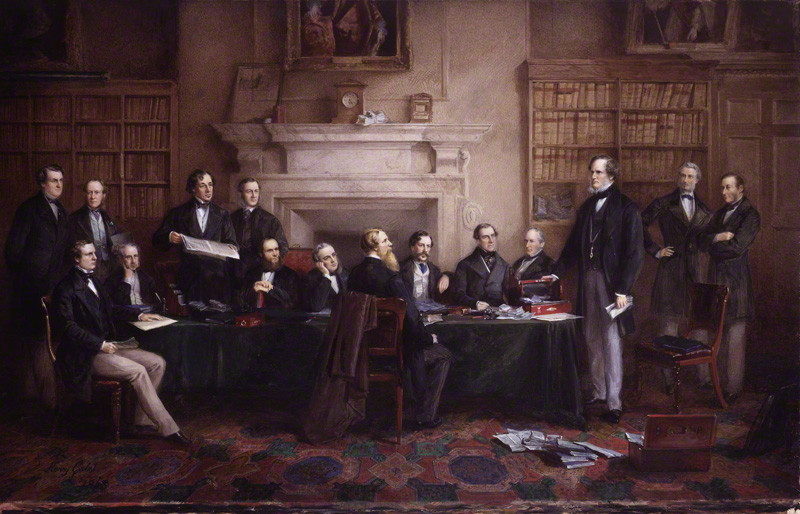
Кабінет міністрів графа Дербі.

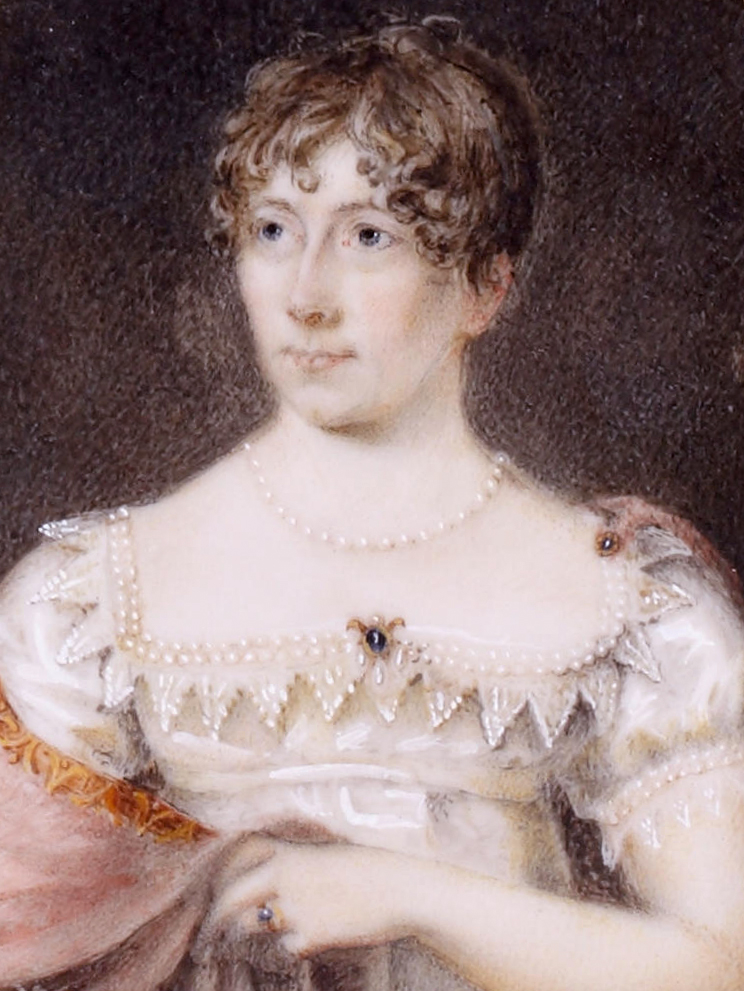
Арабелла Берк.

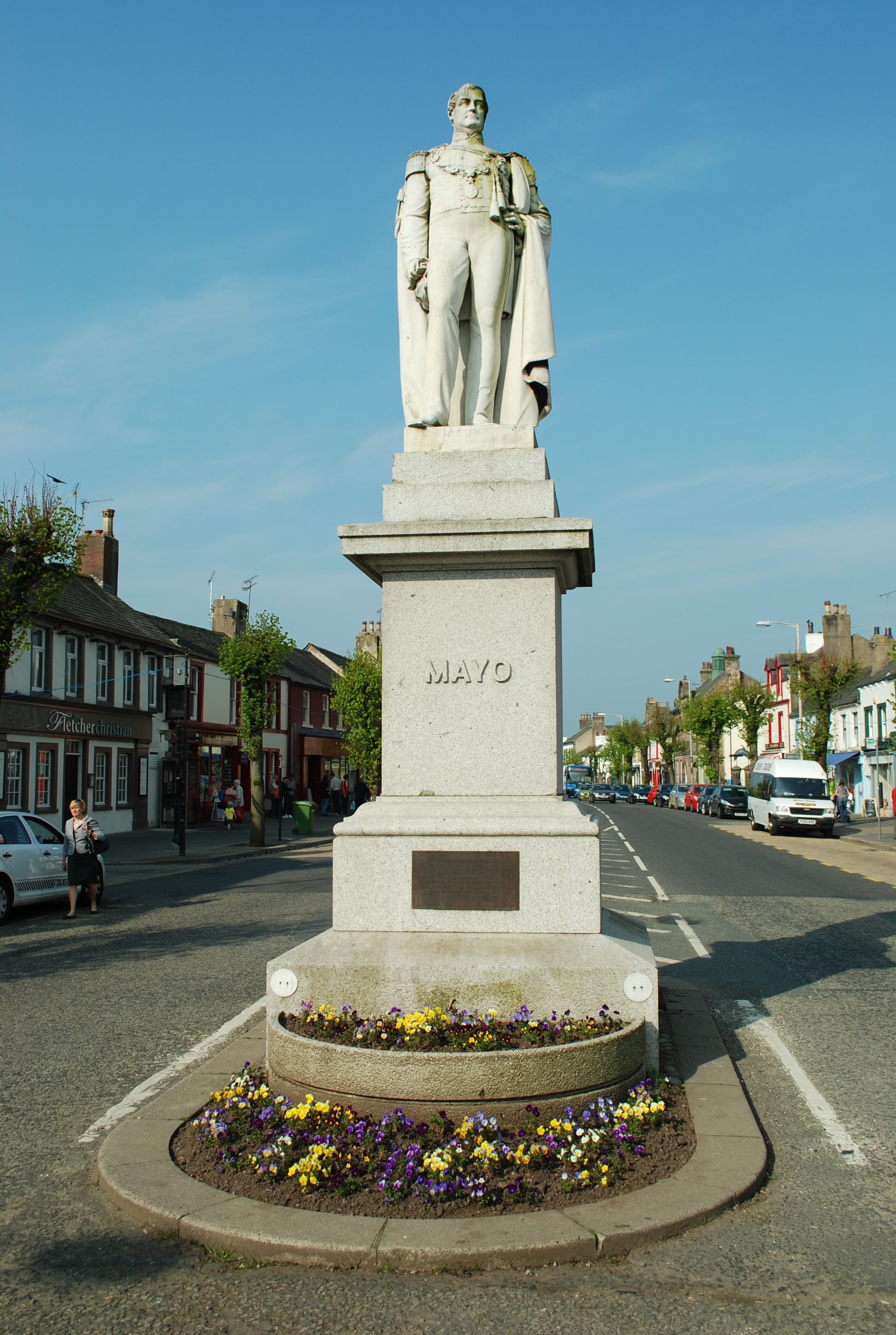
Пам’ятник лордам Мейо.

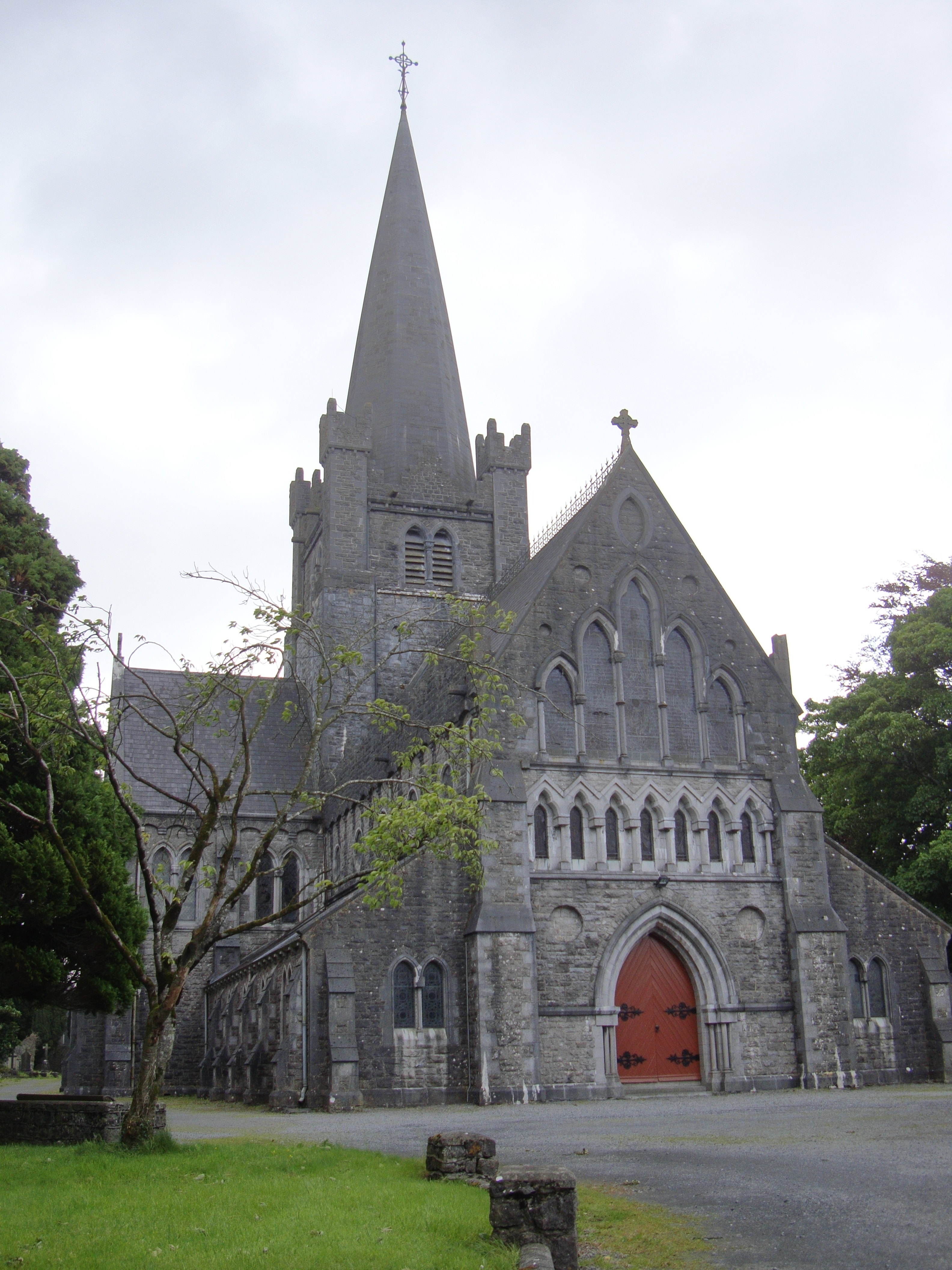
Кафедральна церква святої Марії. Туам, Ірландія.

Граф Мейо (англ. - Earl of Mayo) – аристократичний титул в перстві Ірландії.

## Гасло графів Мейо
A cruce salus – «Спасіння від хреста» (лат.)

## Історія графів Мейо
Титул граф Мейо був створений в перстві Ірландії в 1785 році для Джона Берка – І віконта Мейо. Протягом тривалого часу він володів посадою першого комісара з прибутків Ірландії. На той час він вже володів титулом барона Нейс з Нейсу, що в графстві Кілдер з 1776 року. Титулом віконт Мейо з Манікроуера, що в графстві Мейо він володів з 1781 року. Всі ці титули були створені в перстві Ірландії. Джон Берк був сином Річарда Берка та Кетрін Мінчін. Освіту здобув в Трініті-коледжі, Дублін, Ірландія. Він одружився з Мері Дін – дочкою Джозефа Діна та Маргарет Бойл у 1726 році. 
Це гілка родини Берк (де Бурго) походить від Джона Берка – четвертого сина сера Томаса Берка (помер в 1397 році). Його другий син Едмунд був предком віконтів Мейо (першого створення титулу). Перш ніж стати віконтами Мейо та графами Мейо, старша гілка родини мала ірландський титул Мак Вільям Йохтар (Мак Вільям Нижчий) і отримала Білий Жезл. Графи Кланрікард володіли ірландським титулом Мак Вільям Уахтар (Мак Вільям Верхній). Вони належали до іншої гілки династії Берк (де Бурго).
Титул успадкував старший син Джона Берка – теж Джон Берк, що став ІІ графом Мейо. Освіту він одержав в Трініті-коледжі, Дублін, Ірландія. Він був обраний депутатом Палати громад парламенту Ірландії. У лютому 1764 року він одружився з леді Мері Лісон – дочкою Джозефа Лісона – І графа Міллтаун та Сесілії Лі. Дітей у нього не було.
Після його смерті титул успадкував його молодший брат Джозеф Дін Берк, що став ІІІ графом Мейо. Він був видатним англіканським священиком і служив єпископом Лейлін у 1772 – 1782 роках та архієпископом Туам в 1782 – 1794 роках. У 1760 році він одружився з Елізабет Мід – дочкою Річарда Міда – ІІІ баронета Мід і Кетрін Прітті. У них було четверо синів: Джон Берк – IV граф Мейо, Річард Берк, Джозеф Берк і Джордж Берк, і шість дочок: Кетрін, Мері-Елізабет, Мері-Енн, Шарлотта, Луїза і Теодосія-Елеонора. Син Теодозії - Метью Хейл був першим єпископом Перта, а потім єпископом Брисбена. Джозеф Дін Берк помер у Кілбеггані в графстві Вестміт 20 серпня 1794 року і був похований у родинному склепі в Нейс, графство Кілдер.
Титул успадкував його старший син Джон Берк, що став IV графом Мейо. Він був депутатом Палати лордів парламенту Великої Британії і представляв Ірландію в 1816 – 1849 роках. До Акту Союзу він був головою комітетів ірландської палати лордів. Компенсацією від скасування Палати лордів парламенту Ірландії в 1801 році йому була присуджена річна пенсія в розмірі 1332 £. 20 лютого 1810 року він був приведений до присяги в Таємній раді Ірландії. Пізніше він був обраний представником Ірландії в парламенті Об’єднаного Королівства Великої Британії та Ірландії. 11 травня 1819 року він представляв герцога Кларенса і Сент-Ендрюса (пізніше Вільяма IV) при хрещенні принца Джорджа Кембриджського в Ганновері. Під час коронації Георга IV 19 липня 1821 року він ніс Ганноверський штандарт. 24 травня 1792 року він одружився з Арабеллою Макворт-Пред. У них не було дітей. Він помер у Берстед-Лодж, Південний Берстед, Сассекс, в будинку Сьюзен Сміт, уродженої Макворт-Пред, його невістки та вдови Томаса Сміта з Берстед-Лодж (брата сера Джона Сміта Берджеса, Барт). 
Після його смерті титул успадкував його племінник Роберт Берк, що став V графом Мейо. Він був депутатом Палати лордів парламенту Великої Британії і представляв Ірландію в 1852 – 1867.  
Титул успадкував його старший син Річард Берк, що став VI графом Мейо. Він народився в Дубліні, Ірландія, був старшим сином Роберта Бурка – V графа Мейо (сина його ясновельможності Річарда Берка – єпископа Вотерфорда і Лісмора) і його дружини Анни Шарлотти - дочки Джона Джоселіна. Його молодший брат Роберт Берк також був успішним політиком. Річард Берк здобув освіту в Трініті-коледжі в Дубліні. Він був відомим політиком, належав до партії консерваторів. Він був відомий під іменем лорд Нейс. Він тричі володів посадою головного секретаря Ірландії. Після подорожі до Росії Річард Берк був обраний депутатом від Кілдера (1847 – 1852), від Колрейна (1852 – 1857) і Кокермаута (1857 – 1868). Його тричі призначали головним секретарем Ірландії – у 1852, 1858 та 1866 роках – а в 1869 році він став четвертим віце-королем Індії, де його називали «лордом Мейо». Він зміцнив кордони Індії і реорганізував фінанси країни; він також багато зробив для популяризації зрошення, залізниць, збереження лісів та організував багато інших  корисних громадських робіт. Для вирішення місцевих проблем створив місцеві ради. Під час його перебування на посаді здійснився перший перепис населення Індії в 1872 році. Він заснував коледж Мейо в Аджмері для освіти молодих індійських вождів, при цьому самі вожді внесли в організацію коледжу 70 000 фунтів стерлінгів. Він був віце-королем та генерал-губернатором Індії в 1869 – 1972 роках. Загинув на Андаманських островах. Під час відвідування поселення каторжників у Порт-Блер на Андаманських островах у 1872 році з метою інспекції, він був убитий каторжником Шер Алі Афріді - колишнім британським солдатом, що був засуджений за вбивство родича. Він поклявся вбити високопоставленого британського чиновника як акт помсти. Тіло Мейо було привезено додому в Ірландію і поховано в середньовічній зруйнованій церкві в Джонстауні, графство Кілдер, поблизу його будинку в Палмерстаун-Хаусі. Афріді був повішений 11 березня 1872 року.
Титул успадкував його старший син Дермот Роберт Віндгам Берк, що став VII графом Мейо. У 1905 році він став кавалером ордену Святого Патріка. Він був депутатом Палати лордів парламенту Великої Британії в 1890 – 1927 роках. Крім того, після проголошення незалежності Ірландії він був сенатором Вільної Держави Ірландія в 1922 – 1927 роках. Його дружина Джеральдіна Сара Понсонбі (пом. 29 листопада 1944) була онукою Джона Понсонбі – IV графа Бесборо і правнучкою Джорджа Ковентрі – VIII графа Ковентрі.
Після його смерті в 1927 році титул успадкував його двоюрідний брат Волтер Лонглі Берк, що став VIII графом Мейо. Він був сином преподобного Джорджа Вінгфілда Берка – четвертого сина V графа Мейо. Титул успадкував його старший син Улік Генрі Берк, що став ІХ графом Мейо. Після його смерті в 1962 році титул перейшов до його племінника Теренс Патрік Берк, що став Х графом Мейо. Він був єдиним сином Браяна Лонглі Берка – третього сина VIII графа Мейо. Теренс Берк був відомим політиком, належав до партії лібералів, безуспішно брав участь у виборах 1964 року в Південному Дорсеті. 
На сьогодні титул належить його старшому сину Чарльзу Діармуйду Джону Берку, що став ХІ графом Мейо у 2006 році. Він здобув освіту в Королівській школі Портор в Енніскіллені, в Королівському університеті в Белфасті, в Дублінському технологічному інституті. Він є фахівцем з обробки мармуру. Належить до католицької церкви – повернувся до віри своїх предків.   
До родини Берк належить багато інших видатних людей. 
- Його преосвященство Річард Берк – другий син ІІІ графа Мейо, батько V графа Мейо. Він був єпископом Вотерфорда та Лісмора.
- Джон Джоселін Берк (1823 – 1904) – другий син V графа Мейо. Він був генерал-лейтенантом британської армії.
- Роберт Берк – відомий політик, належав до партії консерваторів. У 1887 році отримав титул барона Коннемар.
- Сер Джордж Дін Берк – онук його преосвященства Джорджа Теобальда Берка – четвертого сина IІІ графа Мейо. Він був генерал-майором британської армії.

Спадкоємця титулу графа Мейо з поваги називають з поваги лорд Нейс.
Родовим гніздом графів Мейо є маєток Деррінвер, що біля Кліфдена, графство Голвей, Ірландія. Давнім родовим гніздом був замок, що стояв Палмерстауні, графстві Кілдер, Ірландія, де VII граф Мейо збудував Палмерстон-Хаус в 1872 році в знак вшанування свого батька після його вбивства в 1872 році. Цей палац згорів під час війни за незалежність Ірландії в 1923 році, але пізніше цей будинок був відремонтований і проданий. Нині це готель.

## Графи Мейо (1875)
- Джон Берк (бл. 1705 – 1790) – I граф Мейо
- Джон Берк (1729 – 1792) – II граф Мейо
- Джозеф Дін Берк (1736 – 1794) – III граф Мейо
- Джон Берк (1766–1849) – IV граф Мейо
- Роберт Берк (1797 – 1867) – V граф Мейо
- Річард Саутвелл Берк (1822 – 1872) – VI граф Мейо
- Дермот Роберт Віндем Берк (1851 – 1927) – VII граф Мейо
- Уолтер Лонглі Берк (1859 – 1939) – VIII граф Мейо
- Улік Генрі Берк (1890 – 1962) – IX граф Мейо
- Теренс Патрік Берк (1929 – 2006) – X граф Мейо
- Чарльз Діармайд Джон Берк (1953 р. н.) – XI граф Мейо

Спадкоємцем титулу є старший син нинішнього власника титулу Річард Томас Берк – лорд Нейс (1985 р. н.).